# Cúp FA Hàn Quốc 2013
Cúp FA Hàn Quốc 2013, hay Cúp FA Hana Bank vì lý do tài trợ, là mùa giải thứ 18 của Cúp FA Hàn Quốc. Giải đấu khởi tranh vào ngày 10 tháng 3 năm 2013. Đội vô địch giành suất tham dự AFC Champions League 2014.

## Lịch thi đấu
| Vòng        | Ngày                    | Số trận   | Số đội    | Số đội mới thi đấu vòng này                                                                                     |
| ----------- | ----------------------- | --------- | --------- | --- |
| Vòng Một    | 10 tháng 3 năm 2013     | 16        | 32 → 16   | 12 CLB xếp thứ 1~12 Challengers League 2012 16 CLB xuất sắc nhất U-League 2012 04 CLB vô địch giải đại học khác |
| Vòng Hai    | 13–14 tháng 4 năm 2013  | 16        | 32 → 16   | 06 CLB mới K League 2013 10 CLB Korea National League 2012                                                      |
| Vòng 32 đội | 8 tháng 5 năm 2013      | 16        | 32 → 16   | 16 CLB xếp thứ 1~16 K-League 2013                                                                               |
| Vòng 16 đội | 10 tháng 7 năm 2013     | 8         | 16 → 8    | |
| Tứ kết      | 7 tháng 8 năm 2013      | 4         | 8 → 4     | |
| Bán kết     | 14–15 tháng 9 năm 2013  | 2         | 4 → 2     | |
| Chung kết   | 19–20 tháng 10 năm 2013 | 1         | 2 → 1     | |
| Tổng cộng   | Tổng cộng               | Tổng cộng | Tổng cộng | 64 CLB |

## Các đội bóng tham gia

### K League Classic
Tất cả các đội bóng ở K League Classic thi đấu từ vòng 32 đội. Có tổng cộng 14 đội thi đấu ở mùa giải 2013.
| - Busan IPark (Vòng 32 đội) - Chunnam Dragons (Vòng 32 đội) - Daegu FC (Vòng 32 đội) - Daejeon Citizen (Vòng 32 đội) - FC Seoul (Vòng 32 đội) - Gangwon FC (Vòng 32 đội) - Gyeongnam FC (Vòng 32 đội) | - Incheon United (Vòng 32 đội) - Jeju United (Vòng 32 đội) - Jeonbuk Hyundai Motors (Vòng 32 đội) - Pohang Steelers (Vòng 32 đội) - Seongnam Ilhwa Chunma (Vòng 32 đội) - Suwon Samsung Bluewings (Vòng 32 đội) - Ulsan Hyundai (Vòng 32 đội) |

### K League Challenge
Hai đội từ K-League 2012 thi đấu từ vòng 32 đội, 6 đội mới gia nhập từ K League Challenge 2013 thi đấu từ vòng Hai. Tổng cộng có 8 đội thi đấu mùa giải 2013.
| - FC Anyang (Vòng Hai) - Bucheon FC 1995 (Vòng Hai) - Chungju Hummel (Vòng Hai) - Goyang Hi FC (Vòng Hai) | - Gwangju FC (Vòng 32 đội) - Police (Vòng Hai) - Sangju Sangmu (Vòng 32 đội) - Suwon FC (Vòng Hai) |

### Korea National League
Tất cả các đội bóng ở Korea National League thi đấu từ vòng Hai. Tổng cộng có 10 đội thi đấu ở mùa giải 2013.
| - Busan Transportation Corporation (Vòng Hai) - Changwon City (Vòng Hai) - Cheonan City (Vòng Hai) - Gangneung City (Vòng Hai) - Gimhae City (Vòng Hai) | - Gyeongju Korea Hydro & Nuclear Power (Vòng Hai) - Incheon Korail (Vòng Hai) - Mokpo City (Vòng Hai) - Ulsan Hyundai Mipo Dockyard Dolphin (Vòng Hai) - Yongin City (Vòng Hai) |

### Challengers League
12 đội xuất sắc nhất mùa giải 2012 thi đấu từ vòng Một. Các đội Challengers League khác không tham dự Cúp FA 2013. Tổng cộng có 12 đội Challengers League thi đấu ở mùa giải 2013.
| - Cheonan FC (Vòng Một) - Cheongju Jikji FC (Vòng Một) - Chuncheon FC (Vòng Một) - Gyeongju Citizen (Vòng Một) - Gwangju Gwangsan FC (Vòng Một) - Icheon Citizen (Vòng Một) | - Jeonju Maeil FC (Vòng Một) - Jeonnam Yeonggwang FC (Vòng Một) - Paju Citizen (Vòng Một) - FC Pocheon (Vòng Một) - Seoul United (Vòng Một) - Yangju Citizen (Vòng Một) |

### Đại học
Tất cả các đội bóng đại học tham dự mùa giải 2013 thi đấu từ vòng Một. Có tổng cộng 20 đội ở U-League tham dự Cúp FA mùa giải 2013.
| - Đại học Yonsei (Vòng Một) - Đại học Konkuk (Vòng Một) - Đại học Yeungnam (Vòng Một) - Đại học Mỹ thuật Yewon (Vòng Một) - Đại học Gwangju (Vòng Một) - Đại học Honam (Vòng Một) - Đại học Ulsan (Vòng Một) - Đại học Sungkyunkwan (Vòng Một) - Đại học Hongik (Vòng Một) - Đại học Soongsil (Vòng Một) | - Đại học Kwangwoon (Vòng Một) - Đại học Hàn Quốc (Vòng Một) - Đại học Yong In (Vòng Một) - Đại học Chosun (Vòng Một) - Đại học Dongguk (Vòng Một) - Đại học Sehan (Vòng Một) - Đại học Hannam (Vòng Một) - Đại học Dong-eui (Vòng Một) - Đại học Kyunghee (Vòng Một) - Đại học Ajou (Vòng Một) |

## Kết quả

### Vòng Sơ loại
Vòng Sơ loại gồm 2 vòng đấu. Vòng Một diễn ra vào ngày 9 & 10 tháng 3 năm 2013

#### Vòng Một
Lễ bốc thăm vòng Một diễn ra vào ngày 22 tháng 2 năm 2013.
| 9 tháng 3 năm 2013 | Đại học Yeungnam | 0–2 | Đại học Kwangwoon                       | Đại học Yeungnam, Gyeongsan |  |
| 15:00 KST          |                  |     | Kwak Hae-sung 79' · Kim Min-hyeok 90+1' | Lượng khán giả: 100         |  |

| 10 tháng 3 năm 2013 | Seoul United | 0–3 | Đại học Honam                                          | Sân vận động Hyochang, Seoul |  |
| 13:00 KST           |              |     | Jung Min-woo 62' · Heo Chang-su 72' · Jang Ho-ik 90+2' | Lượng khán giả: 170          |  |

| 10 tháng 3 năm 2013 | Cheonan FC        | 1–2 | Đại học Dongguk                   | Trung tâm Bóng đá Cheonan, Cheonan |  |
| 14:00 KST           | Hyun Jeong-Jin 3' |     | Lee Je-seung 9' · Lee Ho-seok 66' | Lượng khán giả: 150                |  |

| 10 tháng 3 năm 2013 | Gwangju Gwangsan FC | 0–1 | Đại học Dong-eui   | Đại học Honam, Gwangju |  |
| 14:00 KST           |                     |     | Jang Hee-kwang 84' | Lượng khán giả: 200    |  |

| 10 tháng 3 năm 2013 | Gyeongju Citizen | 0–1 | Đại học Hongik | Gyeongju Civic Stadium, Gyeongju |  |
| 14:00 KST           |                  |     | Lee Joon-ho 1' | Lượng khán giả: 300              |  |

| 10 tháng 3 năm 2013 | Icheon Citizen                        | 2–1 | Đại học Hannam    | Sân vận động Thành phố Icheon, Icheon |  |
| 14:00 KST           | Kwak Joong-keun 8' · Yang Ji-hoon 84' |     | Lee Hyo-jeong 26' | Lượng khán giả: 200                   |  |

| 10 tháng 3 năm 2013 | Jeonju Maeil FC   | 1–0 | Đại học Sungkyunkwan | Đại học Jeonju, Jeonju |  |
| 14:00 KST           | Park Do-Yeong 43' |     |                      | Lượng khán giả: 100    |  |

| 10 tháng 3 năm 2013 | Jeonnam Yeonggwang FC            | 2–1 | Đại học Hàn Quốc | Sân vận động Yeonggwang, Yeonggwang |  |
| 14:00 KST           | Kim Jong-ik 27' · Lee Je-kil 53' |     | Ahn Sung-min 25' | Lượng khán giả: 100                 |  |

| 10 tháng 3 năm 2013 | FC Pocheon                                   | 4–2 | Đại học Mỹ thuật Yewon             | Sân vận động Pocheon, Pocheon |  |
| 14:00 KST           | Ahn Sung-nam 9', 39', 47' · Jo Hyung-jae 42' |     | Song E-rum 20' · Jo Kyung-keun 24' | Lượng khán giả: 3,000         |  |

| 10 tháng 3 năm 2013 | Yangju Citizen    | 1–2 | Đại học Kyunghee                    | Sân vận động Yangju Godeok, Yangju |  |
| 15:00 KST           | Lee Tae-young 22' |     | Kim Hyuk-jin 71' · Yoo Dong-won 78' | Lượng khán giả: 200                |  |

| 10 tháng 3 năm 2013 | Đại học Yongin                                                                                  | 8–0 | Đại học Sehan | Đại học Yong-In, Yongin |  |
| 14:00 KST           | Jang Jun-young 35' · Lee Young-jae 45', 50' · Mun Jun-ho 61', 88' · Seok Dong-woo 82', 84', 86' |     |               | Lượng khán giả: 250     |  |

| 10 tháng 3 năm 2013 | Đại học Yonsei                                              | 3–0 | Đại học Ajou | Đại học Yonsei, Seoul |  |
| KST                 | Song Soo-young 39' · Jung Seung-hyun 49' · Yoo Seong-gi 51' |     |              | Lượng khán giả: 270   |  |

| 10 tháng 3 năm 2013 | Cheongju Jikji FC                                     | 5–1 | Đại học Gwangju | Công viên Cheongju Yongjeong, Cheongju |  |
| 15:00 KST           | Kim Hyung-pil 22', 45', 81' · Ahn Seung-hoon 27', 83' |     | Kim Bada 61'    | Lượng khán giả: 200                    |  |

| 10 tháng 3 năm 2013 | Paju Citizen | 1–0 | Đại học Ulsan | Paju Public Stadium, Paju |  |
| 15:00 KST           | Lee Jong-ho  |     |               | Lượng khán giả: 150       |  |

| 10 tháng 3 năm 2013 | Đại học Soongsil                       | 2–0 | Chuncheon FC | Đại học Soongsil, Seoul |  |
| 15:00 KST           | Hong Dong-hyun 36' · Yang Sung-sik 68' |     |              | Lượng khán giả: 160     |  |

| 10 tháng 3 năm 2013 | Đại học Konkuk   | 1–1 (s.h.p.) (4–3 p) | Đại học Chosun   | Sân vận động Hyochang, Seoul |  |
| 15:00 KST           | Kim Yong-jin 40' |                      | Park Su-yong 88' | Lượng khán giả: 140          |  |

#### Vòng Hai
Lễ bốc thăm vòng Hai diễn ra vào ngày 13 tháng 4 năm 2013.
| 13 tháng 4 năm 2013 | Goyang Hi FC | 1–1 (s.h.p.) (3–2 p) | Yeonggwang FC  | Sân vận động Goyang, Goyang |  |
| 15:00 KST           | Alex 98'     |                      | Jo Min-Kyu 97' | Lượng khán giả: 284         |  |

| 13 tháng 4 năm 2013 | Chungju Hummel        | 2–0 | Đại học Yong In | Sân vận động Chungju, Chungju |  |
| 14:00 KST           | Han Hong-Kyu 51', 71' |     |                 | Lượng khán giả: 392           |  |

| 13 tháng 4 năm 2013 | Đại học Soongsil                    | 2–2 (s.h.p.) (4–2 p) | Police                                 | Đại học Soongsil, Seoul |  |
| 15:00 KST           | Han Nam-Kyu 27' · Kim Seung-Jun 48' |                      | Kim Young-Hoo 12' · Yang Dong-Hyun 75' | Lượng khán giả: 1,000   |  |

| 14 tháng 4 năm 2013 | Icheon Citizen                       | 2–1 | Busan Transportation Corporation | Sân vận động Thành phố Icheon, Icheon |  |
| 14:00 KST           | Na Kwang-Hyun 12' · Kim Hyun-Woo 80' |     | Park Seung-Min 45'               | Lượng khán giả: 170                   |  |

| 13 tháng 4 năm 2013 | FC Pocheon | 0–1 | Gimhae City       | Sân vận động Pocheon, Pocheon |  |
| 15:00 KST           |            |     | Park Se-Young 48' | Lượng khán giả: 1,600         |  |

| 13 tháng 4 năm 2013 | Gangneung City                       | 2–1 (s.h.p.) | Đại học Honam   | Sân vận động Gangneung |  |
| 19:00 KST           | Lee Sung-Min 35' · Byun Tae-Jun 114' |              | Kim Tae-Jin 42' | Lượng khán giả: 600    |  |

| 13 tháng 4 năm 2013 | Paju Citizen                             | 1–3 | Gyeongju KHNP                              | Paju Public Stadium |  |
| 15:00 KST           | Jo Jae-Seok 69' · Moon Kyung-Joo 70' 75' |     | Hwang Cheol-Hwan 5', 90+2' Yoo Joon-Su 89' | Lượng khán giả: 150 |  |

| 13 tháng 4 năm 2013 | Ulsan Hyundai Mipo Dolphin | 1–0 | Đại học Hongik | Sân vận động Ulsan, Ulsan |  |
| 15:00 KST           | Jang Kyung-Jin 77'         |     |                | Lượng khán giả: 200       |  |

| 13 tháng 4 năm 2013 | Jeonbuk Maeil FC | 0–0 (s.h.p.) (3–1 p) | Bucheon FC 1995 | Đại học Jeonju, Jeonju |
| 14:00 KST           |                  |                      |                 |                        |

| 14 tháng 4 năm 2013 | Đại học Kwangwoon     | 2–4 | Suwon FC                                               | Trung tâm Bóng đá Quốc gia Paju, Paju |  |
| 11:00 KST           | Kim Min-Hyuk 70', 87' |     | Milić 53', 83' · Lee Chang-Ho 77' · Kwon Yong-Hyun 84' | Lượng khán giả: 58                    |  |

| 13 tháng 4 năm 2013 | FC Anyang                                                          | 5–4 (s.h.p.) | Cheongju Jikji FC                                                                 | Sân vận động Anyang, Anyang |  |
| 15:00 KST           | Don Ji-Deok 23' · Park Byung-Won 37', 98' · Ko Kyung-Min 57', 114' |              | Kim Hyung-Pil 30' · Kyun Hee-Jae 36' · Ka Sol-Hyun 80' (l.n.) · Kim Kang-Min 100' | Lượng khán giả: 1.018       |  |

| 13 tháng 4 năm 2013 | Yongin City        | 1–0 | Đại học Kyunghee | Trung tâm Bóng đá Yongin, Yongin |  |
| 14:00 KST           | Han Sang-Hak 90+2' |     |                  | Lượng khán giả: 100              |  |

| 13 tháng 4 năm 2013 | Mokpo City                           | 2–1 | Đại học Dongguk   | Trung tâm bóng đá quốc tế Mokpo, Mokpo |  |
| 15:00 KST           | Choi Su-Bin 57' · Kim Dong-Min 90+2' |     | Kang Yeon-Jae 34' | Lượng khán giả: 300                    |  |

| 13 tháng 4 năm 2013 | Changwon City | 0–1 (s.h.p.) | Đại học Dong-eui | Trung tâm bóng đá Changwon |  |
| 16:00 KST           |               |              | Han Young 112'   | Lượng khán giả: 200        |  |

| 14 tháng 4 năm 2013 | Đại học Yonsei   | 1–0 | Incheon Korail | Trung tâm Bóng đá Quốc gia Paju, Paju |  |
| 14:00 KST           | Choi Chi-Won 24' |     |                | Lượng khán giả: 87                    |  |

| 13 tháng 4 năm 2013 | Cheonan City | 0–0 (s.h.p.) (2–3 p) | Đại học Konkuk | Trung tâm Bóng đá Cheonan, Cheonan |  |
| 14:00 KST           |              |                      |                | Lượng khán giả: 300                |  |

### Vòng Chung kết

#### Vòng 32 đội
Lễ bốc thăm vòng 32 đội diễn ra vào ngày 18 tháng 4 năm 2013.
| 8 tháng 5 năm 2013 | Daegu FC | 0–1 | Suwon FC        | Sân vận động Daegu, Daegu |  |
| 19:30 KST          |          |     | Kim Han-Won 90' | Lượng khán giả: 508       |  |

| 8 tháng 5 năm 2013 | Gwangju FC                                          | 3–2 (s.h.p.) | Chungju Hummel        | Sân vận động World Cup Gwangju, Gwangju |  |
| 19:00 KST          | Kim Jun-Yeop 71' · Kim Eun-Sun 90' · Park Hyun 120' |              | Han Hong-Kyu 47', 86' | Lượng khán giả: 313                     |  |

| 8 tháng 5 năm 2013 | Jeju United                     | 2–1 | Đại học Konkuk   | Sân vận động World Cup Jeju, Seogwipo |  |
| 19:00 KST          | Ahn Jong-Hun 29' · Waldison 45' |     | Jo Young-Jun 73' | Lượng khán giả: 471                   |  |

| 8 tháng 5 năm 2013 | Ulsan Hyundai                              | 3–0 | Icheon Citizen | Sân vận động bóng đá Ulsan Munsu, Ulsan |  |
| 19:30 KST          | Kim Seung-Yong 29', 46' · Kim Yong-Tae 90' |     |                | Lượng khán giả: 518                     |  |

| 8 tháng 5 năm 2013 | Gyeongnam FC                   | 2–0 | Ulsan Hyundai Mipo Dolphin | Trung tâm bóng đá Changwon, Changwon |  |
| 19:30 KST          | Sretenović 8' · Lee Jae-An 71' |     |                            | Lượng khán giả: 523                  |  |

| 8 tháng 5 năm 2013 | FC Seoul                                               | 3–0 | Đại học Yonsei | Sân vận động World Cup Seoul, Seoul |  |
| 19:30 KST          | Kim Hyun-Sung 51' · Damjanović 83' · Lee Sang-Hyup 87' |     |                | Lượng khán giả: 1,835               |  |

| 8 tháng 5 năm 2013 | Incheon United                                                          | 4–1 | Jeonbuk Maeil FC | Sân vận động bóng đá Incheon, Incheon |  |
| 19:30 KST          | Nam Joon-Jae 40' · Seol Ki-Hyeon 58' · Francis 86' · Lee Hyo-Kyun 90+2' |     | Kim Hae-Su 88'   | Lượng khán giả: 1,056                 |  |

| 8 tháng 5 năm 2013 | Daejeon Citizen | 0–1 | Goyang Hi FC      | Sân vận động World Cup Daejeon, Daejeon |  |
| 19:30 KST          |                 |     | Jin Chang-Soo 37' | Lượng khán giả: 521                     |  |

| 8 tháng 5 năm 2013 | Pohang Steelers                                             | 4–0 | Đại học Soongsil | Pohang Steel Yard, Pohang |  |
| 19:30 KST          | Lee Myung-Joo 14' · Cho Chan-Ho 59', 71' · Bae Chun-Suk 75' |     |                  | Lượng khán giả: 1,447     |  |

| 8 tháng 5 năm 2013 | Gangwon FC                       | 3–2 (s.h.p.) | Gyeongju KHNP                         | Sân vận động Gangneung, Gangneung |  |
| 19:00 KST          | Zicu 13', 91' · Lee Jun-Yeob 35' |              | Jo Joo-Young 26' · Hwnag Hoon-Hee 67' | Lượng khán giả: 918               |  |

| 8 tháng 5 năm 2013 | Jeonbuk Hyundai Motors | 2–0 | Yongin City | Sân vận động World Cup Jeonju, Jeonju |  |
| 19:00 KST          | Oris 24', 66'          |     |             | Lượng khán giả: 1,400                 |  |

| 8 tháng 5 năm 2013 | Sangju Sangmu Phoenix                                        | 4–1 | Mokpo City        | Sân vận động Sangju Civic, Sangju |  |
| 19:30 KST          | Kim Dong-Chan 19' · Ha Tae-Goon 70', 84' · Lee Sang-Hyup 74' |     | Kwon Soon-Hak 46' | Lượng khán giả: 600               |  |

| 8 tháng 5 năm 2013 | Chunnam Dragons | 0–0 (s.h.p.) (10–9 p) | Gangneung City | Sân vận động bóng đá Gwangyang, Gwangyang |  |
| 19:30 KST |                 | |                | Lượng khán giả: 407                       |  |
| |                 | Loạt sút luân lưu |                |                                           |  |
| Wesley · Cornthwaite · Lee Sang-Ho · Lee Yong-Seung · Park Seung-Il · Kim Dong-Chul · Kim Young-Wook · Lee Joong-Kwon · Lee Seul-Chan · Ryu Won-Woo · Jung Keun-Hee · Wesley · Lee Joong-Kwon · Park Seung-Il |                 | Lee Sung-Min · Kim Joon-Beom · Lee Jong-Hyeok · Son Dae-Sung · Kim Tae-Jin · Kim Jae-Hoon · Kim Gyu-Tae · Kim Sang-Jun · Heo Jin-Gu · Lee Hyun-Joon · Seok Hyeong-Gon · Kim Joon-Beom · Lee Sung-Min · Son Dae-Sung |                |                                           |  |

| 8 tháng 5 năm 2013 | Gimhae City | 0–1 | Busan IPark       | Sân vận động Gimhae, Gimhae |  |
| 19:00 KST          |             |     | Lim Sang-Hyub 57' | Lượng khán giả: 900         |  |

| 8 tháng 5 năm 2013 | FC Anyang          | 1–2 | Suwon Samsung Bluewings                         | Sân vận động Anyang, Anyang |  |
| 20:00 KST          | Jeong Jae-Yong 53' |     | Jeong Hyun-Yoon 87' (l.n.) · Seo Jung-Jin 90+4' | Lượng khán giả: 11.724      |  |

| 8 tháng 5 năm 2013 | Seongnam Ilhwa Chunma                                                | 4–2 (s.h.p.) | Đại học Dong-eui   | Khu liên hợp thể thao Tancheon, Seongnam |  |
| 19:30 KST          | Hwang Eui-Jo 1' · Lee Seung-Ryul 17' · Kim Hyun 108' · Djeparov 120' |              | Nam Se-in 37', 43' | Lượng khán giả: 438                      |  |

#### Vòng 16 đội
Lễ bốc thăm vòng 16 đội diễn ra vào ngày 29 tháng 5 năm 2013.
| 10 tháng 7 năm 2013 | Incheon United                 | 2–1 (s.h.p.) | Sangju Sangmu   | Sân vận động bóng đá Incheon, Incheon |  |
| 19:30 KST           | Thiago 49' · Nam Joon-Jae 108' |              | Ha Tae-Goon 73' | Lượng khán giả: 1,136                 |  |

| 10 tháng 7 năm 2013                                         | Seongnam Ilhwa Chunma | 1–1 (s.h.p.) (2–4 p)                                       | Pohang Steelers  | Khu liên hợp thể thao Tancheon, Seongnam |  |
| 19:30 KST                                                   | Kim Dong-Sub 10'      |                                                            | No Byung-Jun 58' | Lượng khán giả: 1.421                    |  |
|                                                             |                       | Loạt sút luân lưu                                          |                  |                                          |  |
| Lim Chae-Min · Lee Seung-Yeoul · Kim Chul-Ho · Kim Dong-Sub |                       | Shin Kwang-Hoon · Lee Myung-Joo · Ko Mu-Yeol · Cho Chan-Ho |                  |                                          |  |

| 10 tháng 7 năm 2013 | Busan IPark                      | 2–1 | Gangwon FC      | Sân vận động Asiad Busan, Busan |  |
| 19:30 KST           | Fagner 20' · Bang Seung-Hwan 76' |     | Kim Dong-Ki 41' | Lượng khán giả: 525             |  |

| 10 tháng 7 năm 2013 | Gyeongnam FC   | 1–0 | Goyang Hi FC | Trung tâm bóng đá Changwon, Changwon |  |
| 19:30 KST           | Lee Jae-An 88' |     |              | Lượng khán giả: 469                  |  |

| 10 tháng 7 năm 2013 | Ulsan Hyundai | 0–1 | Jeonbuk Hyundai Motors | Sân vận động bóng đá Ulsan Munsu, Ulsan |  |
| 19:30 KST           |               |     | Lee Dong-Gook 83'      | Lượng khán giả: 3,176                   |  |

| 10 tháng 7 năm 2013 | Jeju United        | 1–0 | Suwon Samsung Bluewings | Sân vận động World Cup Jeju, Seogwipo |  |
| 19:00 KST           | Song Jin-Hyung 23' |     |                         | Lượng khán giả: 1,421                 |  |

| 10 tháng 7 năm 2013 | Chunnam Dragons                             | 3–4 | Suwon FC                                                     | Sân vận động bóng đá Gwangyang, Gwangyang |  |
| 19:00 KST           | Im Kyung-Hyun 50', 85' · Kim Young-Wook 75' |     | Ha Jung-Heon 38', 45+2' · Jo Tae-Woo 43' · Lee Jung-Heon 67' | Lượng khán giả: 1.069                     |  |

| 10 tháng 7 năm 2013 | FC Seoul                       | 2–1 (s.h.p.) | Gwangju FC      | Sân vận động World Cup Seoul, Seoul |  |
| 19:30 KST           | Han Tae-You 113' · Molina 120' |              | Kim Eun-Sun 91' | Lượng khán giả: 3,508               |  |

#### Tứ kết
Lễ bốc thăm vòng Tứ kết diễn ra vào ngày 18 tháng 7 năm 2013.
| 7 tháng 8 năm 2013 | FC Seoul          | 1–2 | Busan IPark                    | Sân vận động World Cup Seoul, Seoul |  |
| 19:30 KST          | Ha Dae-Sung 90+1' |     | Fagner 69' · Park Jong-Woo 73' | Lượng khán giả: 6,602               |  |

| 7 tháng 8 năm 2013 | Jeonbuk Hyundai Motors | 7–2 | Suwon FC                             | Sân vận động World Cup Jeonju, Jeonju |  |
| 19:00 KST          | Lee Dong-Gook 18' · Oh Kwang-Jin 25' (l.n.) · Lee Seung-Gi 30' · Park Hee-Do 49' · Leonardo 70' · Thiago Potiguar 75' · Oris 83' |     | Kim Seo-Jun 81' · Park Jong-Chan 87' | Lượng khán giả: 5,504                 |  |

| 7 tháng 8 năm 2013 | Gyeongnam FC | 1–2 | Pohang Steelers                   | Trung tâm bóng đá Changwon, Changwon |  |
| 19:30 KST          | Bosančić 84' |     | No Byung-Jun 68' · Ko Mu-Yeol 88' | Lượng khán giả: 1.505                |  |

| 7 tháng 8 năm 2013 | Jeju United                          | 2–0 | Incheon United | Sân vận động World Cup Jeju, Seogwipo |  |
| 19:00 KST          | Bae Il-Hwan 30' · Yoon Bit-Garam 76' |     |                | Lượng khán giả: 1,003                 |  |

#### Bán kết
Lễ bốc thăm vòng Bán kết diễn ra vào ngày 21 tháng 8 năm 2013.
| 14 tháng 9 năm 2013 | Jeju United                    | 2–4 | Pohang Steelers                                                       | Sân vận động World Cup Jeju, Seogwipo |  |
| 15:00 KST           | Maranhão 1' · Pedro Júnior 58' |     | Ko Mu-Yeol 9' · No Byung-Jun 48' · Park Sung-Ho 62' · Cho Chan-Ho 80' | Lượng khán giả: 1,787                 |  |

| 15 tháng 9 năm 2013 | Busan IPark     | 1–3 | Jeonbuk Hyundai Motors                           | Sân vận động Asiad Busan, Busan |  |
| 15:00 KST           | Lee Jung-Ho 25' |     | Jeong Hyuk 10' · Lee Kyu-Ro 57' · Leonardo 90+3' | Lượng khán giả: 12,523          |  |

#### Chung kết
| 19 tháng 10 năm 2013                                         | Jeonbuk Hyundai Motors | 1–1 (s.h.p.) (3–4 p)                                                    | Pohang Steelers   | Sân vận động World Cup Jeonju, Jeonju |  |
| 13:30 KST                                                    | Kim Kee-Hee 33'        |                                                                         | Kim Seung-Dae 24' | Lượng khán giả: 23,447                |  |
|                                                              |                        | Loạt sút luân lưu                                                       |                   |                                       |  |
| Leonardo · Oris · Wilkinson · Thiago Potiguar · Seo Sang-Min |                        | Lee Myung-Joo · Shin Kwang-Hoon · Cho Chan-Ho · Ko Mu-Yeol · Kim Tae-Su |                   |                                       |  |

| Cúp FA Hàn Quốc Đội vô địch 2013 |
| -------------------------------- |
| Pohang Steelers Danh hiệu thứ 4  |

## Giải thưởng
- Cầu thủ xuất sắc nhất vòng đấu
  - Vòng Một:  Ahn Sung-Nam (FC Pocheon)[3]
  - Vòng Hai:  Kim Seung-Jun (Đại học Soongsil)[4]
  - Vòng 32 đội:  Cho Chan-Ho (Pohang Steelers)[5]
  - Vòng 16 đội:  Ha Jung-Heon (Suwon FC)[6]
  - Tứ kết:  Ko Mu-Yeol (Pohang Steelers)[7]
  - Bán kết:  Lee Kyu-Ro (Jeonbuk Hyundai Motors)[8]
- Cầu thủ xuất sắc nhất giải đấu:  Shin Hwa-Yong (Pohang Steelers)[9]
- Đội Fair Play: Jeju United FC[10]